# Bamboegors
De bamboegors (Emberiza variabilis) is een zangvogel uit de familie van gorzen (Emberizidae).

## Verspreiding en leefgebied
Deze soort telt twee ondersoorten:
- E. v. variabilis: Sachalin, de Koerilen, noordelijk en centraal Japan.
- E. v. musica: centraal Kamtsjatka.